# قرار مجلس الأمن التابع للأمم المتحدة رقم 1645
قرار مجلس الأمن التابع للأمم المتحدة رقم 1645، الذي تم تبنيه بالإجماع في 20 ديسمبر 2005، بالتزامن مع الجمعية العامة للأمم المتحدة، أنشأ المجلس لجنة بناء السلام التابعة للأمم المتحدة لتقديم المشورة بشأن حالات ما بعد الصراع، وفقًا لإعلان القمة العالمية لعام 2005.

## القرار

### أعمال
بالاتفاق مع الجمعية العامة، تم إنشاء لجنة بناء السلام كهيئة استشارية حكومية دولية. كانت الأهداف الرئيسية للجنة هي الجمع بين جميع أصحاب المصلحة لتقديم المشورة واقتراح استراتيجيات لبناء السلام والمصالحة بعد الصراع، والتركيز على استعادة مؤسسات الدولة وتقديم توصيات لتحسين التنسيق داخل الأمم المتحدة وخارجها.
حدد القرار بعد ذلك تشكيل اللجنة، بحيث تضم سبعة أعضاء من مجلس الأمن، وسبعة أعضاء من المجلس الاقتصادي والاجتماعي للأمم المتحدة، وأكبر خمسة مزودين لميزانية الأمم المتحدة، والمقدمين الخمسة الأوائل لبعثات الأمم المتحدة لحفظ السلام، مع تمثيل من جميع المجموعات الإقليمية. كما ناقش اجتماعات المفوضية الخاصة بدول معينة، حيث يمكن أن يشارك فيها ممثلو البنك الدولي وصندوق النقد الدولي، من بين آخرين. تم تشجيع لجنة بناء السلام على التعاون مع المنظمات الدولية حسب الاقتضاء، وتقديم المشورة إلى المجلس في الأمور التي يتم عرضها عليها.

## روابط خارجية
- نص القرار في undocs.org